# Jauhien Żylinski
Jauhien Antonawicz Żylinski, błr. Яўген Антонавіч Жылінскі, ros. Евгений Антонович Жилинский – Jewgienij Antonowicz Żylinski (ur. 3 maja 1986 w Grodnie) – białoruski hokeista.

## Kariera
- HK Nioman Grodno 2 (2001-2002)
- Junost' Mińsk (2002)
- HK Homel 2 (2002-2006)
- HK Homel (2003-2006)
  -  Junor Mińsk (2003/2004)
- HK Nioman Grodno / HK Nioman Grodno 2 (2006-2007)
- HK Brześć (2007-2011)
- Mietałłurg Żłobin (2011/2012)
- Berkut Kijów (2011/2012)
- HK Brześć (2012-2013)
- HK Lida (2013-2014)
- HK Brześć (2014-2015)
- Nesta Mires Toruń (2015-2017)
- HK Brześć (2017-2018)

Grał w klubach białoruskiej ekstraligi. Od lipca 2015 zawodnik Nesty Mires Toruń w rozgrywkach Polskiej Hokej Ligi. Po sezonie 2015/2016 przedłużył kontrakt z toruńskim klubem (wraz z nim jego rodak Siarhiej Kukuszkin). Po sezonie PHL 2016/2017 odszedł z Torunia.
W barwach juniorskiej kadry Białorusi uczestniczył w turnieju mistrzostw świata juniorów do lat 18 w 2004 (Elita).
W trakcie kariery określany pseudonimem Żyła.

## Sukcesy
Klubowe
- Brązowy medal mistrzostw Białorusi: 2004 z HK Homel
- Puchar Białorusi: 2003, 2004 z HK Homel
- Brązowy medal mistrzostw Ukrainy: 2012 z Berkutem Kijów